# HuniePop
HuniePop — симулятор свиданий, разработанный американским геймдизайнером Райаном Кунсом (HuniePot). Игра вышла на Microsoft Windows, macOS и Linux 19 января 2015 после успешной компании на Kickstarter. HuniePop распространяется в двух версиях: версия без цензуры (18+) доступна в Humble Bundle и через издателя MangaGamer, цензурная версия (16+) доступна в магазине Steam.
В феврале 2015 года Кунс выпустил обновление, добавившее в HuniePop новую концовку, а также несколько опций для игроков, желающих пройти игру до конца. Из-за наличия сцен сексуального характера игра запрещена для трансляции на Twitch вне зависимости от версии.

## Геймплей

Геймплей HuniePop, пример свидания с одной из девушек.

Игровой процесс фокусируется на персонаже игрока (который может быть парнем или девушкой), взаимодействующим с несколькими разными девушками, каждая из которых имеет свои отличительные особенности и предпочтения. Игрок может общаться с ними и дарить им подарки. За это игрок получает «Hunie» — внутриигровую валюту, которая может быть использована для улучшения характеристик игрока. Эти характеристики позволяют игроку зарабатывать больше очков во время свиданий, увеличивая свои шансы на успех.
Чтобы пройти игру, нужно приглашать девушек на свидания. На свидании открывается мини-игра, выполненная в виде головоломки типа «три в ряд», где нужно выстраивать последовательности из 3-х и более одинаковых фишек. Игрок должен заработать достаточно очков, чтобы завершить свидание, прежде чем у него закончатся ходы. У каждой девушки есть определённый тип фишки, который им нравится или не нравится. Игроки получат больше очков, если они совмещают тип фишки, который предпочитает девушка. Игрок также может использовать во время свидания специальные предметы, называемые «date gifts», которые помогут заработать больше очков. После удачного свидания игрок получает в награду изображение девушки, с которой он был. Каждое успешное свидание увеличивает сложность игры, поэтому последующие свидания требуют больше очков для завершения. После 3-х удачных свиданий с девушкой игрок сможет взять её на ночное свидание, и, если это свидание пройдёт успешно, игрок может привести её в свою спальню для одного финального раунда мини-игры. Если финальная мини-игра проходит успешно, игрок набирает максимальное количество очков симпатии девушки к его персонажу и ему открывается «bedroom game» (постельная сцена). В отличие от обычных свиданий, у игрока будет неограниченное количество ходов для завершения bedroom game, но счетчик очков постоянно истощается, поэтому, чтобы выиграть, игрок должен быстро совмещать фишки, пока счетчик не заполнится.
На протяжении всей игры игрок руководствуется помощью Кю, феи любви. Она даёт ему советы о том, как взаимодействовать с каждой девушкой, и объясняет, как работают различные механики игры. С ней также можно вступить в отношения после первой успешной «bedroom game».

## Разработка
3 октября 2013 года была начата кампания на Kickstarter с минимальной целью финансирования в размере $20 000. Компания успешно завершилась, удалось собрать $53 536 от 1483 спонсоров.

## Восприятие
HuniePop в целом была хорошо принята. Рецензент с Hardcore Gamer дал игре 4 из 5, заключив, что «HuniePop поразительно хорошая головоломка, за которой можно хорошо провести время, несмотря на явную сексуальную направленность». На сайте Kotaku игра также получила очень положительное мнение. Обозреватель похвалил игру, сказав, что она «стратегически глубже и сложнее, чтобы надрать казуальную задницу Candy Crush», а также отметил, что игре не хватило «сильного конца». 
На GameZone игру назвали «веселой и цепляющей». Обозреватель с Destructoid раскритиковал в игре диалоги за недостаток разнообразия, заявив, что «В конце концов я понял, что хоть эта игра и преисполнена недостатками, она мне нравится. Очень нравится. По правде говоря, если бы больше сил было уделено диалогам и проработке персонажей, игра могла бы стать чем-то гораздо большим».
Летом 2018 года, благодаря уязвимости в защите Steam Web API, стало известно, что точное количество пользователей сервиса Steam, которые играли в игру хотя бы один раз, составляет 855 769 человек.

## Наследие
После выпуска HuniePop были и другие игры, вдохновленные ей, например, Purino Party от Front Wing.
4 апреля 2016 года Кунс выпустил спин-офф HuniePop. HunieCam Studio — бизнес-симулятор, как и прошлая игра, содержащий эротический контент, в котором появляются персонажи из HuniePop. Художественный стиль игры изменился в сторону «мультяшности», отличной от аниме стилистики. Kotaku написал на HunieCam Studio смешанную рецензию, отметив, что хотя текст игры иногда вызывал интерес, рецензенты назвали общий игровой процесс «чрезвычайно скучным».
В августе 2019 года вышел тизер HuniePop 2: Double Date. Первоначальная дата выхода игры была назначена на конец 2019 года, однако сроки сместились на начало 2020 года. В январе 2020 вышел геймплейный трейлер. HuniePop 2 — прямое продолжение первой части. В игру вернулись персонажи из HuniePop и HunieCam Studio, а также были добавлены новые.